# Nazari de Cuixà
Nazari de Cuixà (Catalunya?, segle VIII o IX - Sant Miquel de Cuixà, 745? o segle IX) fou un monjo benedictí. Era venerat com a sant en aquest monestir. Probablement, es tracta d'un sant llegendari.

## Llegenda
El nom apareix en fonts antigues vinculades al monestir de Sant Miquel de Cuixà, com el santoral de l'evangeliari de Cuixà, avui a la Biblioteca Municipal de Perpinyà, ms. 2: hi apareix Nazari amb festivitat pròpia, com altres sants de Cuixà. No hi ha constància prèvia ni cap notícia d'ell en altres fonts. El seu cos, suposadament, descansava a Cuixà i l'abat Oliba el va fer traslladar, amb d'altres, a la cripta del Pessebre, als peus de la imatge de la Mare de Déu, on se'l venerava amb un culte local, estès a la diòcesi d'Elna.
Hi hauria viscut, per tant, al final del IX, quan el monestir ja havia estat fundat. L'Enciclopèdia catalana, en canvi, diu que se suposa que va viure molt abans, a la regió, morint cap al 745.
Les escasses notícies són transmeses a les hagiografies medievals i modernes. Domènec les resumeix dient que Nazari era d'origen hispànic i, desenganyat del món, va resoldre fer vida religiosa. Va fer-se monjo, probablement benedictí, potser en un altre monestir, des del que arribaria, o directament a Sant Miquel de Cuixà. Va fer-se famós per la seva caritat i pietat, amb la que atenia els necessitats que acudien al monestir. Hi va morir en llaor de santedat. En cap moment, però, s'aventura una data on situar la vida del sant.
Se n'explicaven miracles, com que, mentre atenia els pobres, començà un incendi al forn i que, llençant-hi l'hàbit, l'apagà i, en treure'l, l'hàbit no havia sofert cap dany, tot i el gran foc que ja n'hi havia.
Alguns santorals, sense esmentar-ne el fonament, diuen que va arribar a ésser abat de Cuixà i bisbe d'Elna: les fonts testimonien clarament que no fou així.
Es venerava el 12 de gener. Al retaule de la parròquia de Rigardà (Conflent), hi ha les talles de Nazari i altres sants de Cuixà: Germà, Flamidià del Conflent i Valentí.

## Folklore: sant Nasari
Per la similitud del nom amb "nas", es va vincular el sant amb aquesta part del cos, considerant-se el patró dels nassuts i persones amb algun defecte nasal. Joan Amades explica que hi havia, el 12 de gener, algunes tradicions festives semblants a les del dia dels Sants Innocents o el Carnestoltes: segons ell, "qui tenien un defecte nasal, els camussos, els nassuts i els qui parlaven amb el nas, formaven un nucli que no creiem que arribés a constituir germandat o confraria ... exposaven una imatge en un punt cèntric i obligaven a saludar-la a totes les qui passaven pel seu davant, i des d'un tros lluny obligaven a tothom a parlar amb accent i to nasal. Si algú no acatava el costum el maleïen i li desitjaven que se li escurcés el nas fins al punt de gairebé no tenir-ne o que li creixés set pams fins a ensopegar per les parets a cops de nas pertot arreu on passés. També li desitjaven que fos damnat a parlar amb to nasal tan agut que esdevingués impossible d'entendre allò que digués". El costum, segons Amades, era propi de Barcelona. A Ripoll, els nassuts feien missa al sant i feien una processó similar a la barcelonina. També diu que la gent portaven nassos grossos de cartó al nas, especialment els joves.